# K2-141
K2-141은 물고기자리에 위치한 항성이다. 2018년에 발견된 천체이다.

## 설명
K2-141은 지구로부터 200광년 떨어진 곳에 위치하고 있으며 K형 주계열성에 속하는 항성이다. 이로 인하여 항성의 온도는 태양계의 유일한 항성인 태양에 비교해선 낮은 편이다. 이항성이 거느리고 있는 행성으로는 현재까진 K2-141b라는 극단적인 환경을 가진 뜨거운 지구에 속하는 암석 행성이자 슈퍼지구인 외계 행성만 발견되었지만 이항성이 거느린 행성계들을 더 조사하면 지구와 비슷환 환경을 가져 사람이 살기에 적합한 조건을 가진 외계 행성도 존재하고 있을 것으로 보인다.

## 같이 보기
- 항성
- 물고기자리
- K형 주계열성